# Poiatte
Poiatte (Pojate in dialetto bellunese) è una frazione del comune italiano di Alpago (Italia), della provincia di Belluno in Veneto.

## Geografia fisica
Il borgo è situato lungo la costa orientale del Lago di Santa Croce ai piedi della foresta del Cansiglio, nella conca dell'Alpago.
Posto lungo la S.P. 423 "del lago di Santa Croce" e dista circa 2 km da Farra, 12 km da Vittorio Veneto (TV) e 20 km da Belluno.

## Storia
Il nome della frazione deriva dal veneto pojat: antico sistema per ricavare carbone "cucinando" la legna.
Si hanno notizie certe dell'esistenza di questo centro ancora sotto il dominio dell'antica Serenissima, quando sulle cartografie dell'epoca si trovava erroneamente inserita con il nome di Pogiatte.
Del dominio dell'antica Repubblica rimangono ancora numerosi ruderi di fabbricati tipici usati tra l'altro anche come abitazioni di nobiluomini banditi dallo Stato Veneto.
Abitato in passato per buona parte da minatori e carbonai, il borgo è votato al culto di Santa Barbara, patrona e protettrice dei minatori, cui è stato dedicato un capitello nella piazzetta.

## Economia

### Turismo
Poiatte è un importante punto di accesso attrezzato per attività di Windsurf e Vela nel lago.
Vi è sede il Circolo Velico Alpago, la riva inoltre è attrezzata con moli per barche da pesca.
La zona è attraversata dalla pista ciclo-pedonale Venezia-Monaco, in questo tratto denominata "via Regia".

## Infrastrutture e trasporti
La stazione ferroviaria principale è "Stazione per l'Alpago" (linea Conegliano-Belluno), che serve i comuni della suddetta zona. Essa si trova a circa 6 km da Poiatte, di fronte al lago di S.Croce e sulla SS 51 di Alemagna.
Ulteriore fermata ferroviaria è la Stazione di Santa Croce del Lago, presso l'omonimo paese a circa 2 km di distanza.
La zona è raggiungibili tramite l'autostrada A27 uscendo al casello Fadalto-lago di Santa Croce. Attraverso la SS.51 di Alemagna, deviando poi nella S.P.423 "del lago di Santa Croce".

## Galleria d'immagini

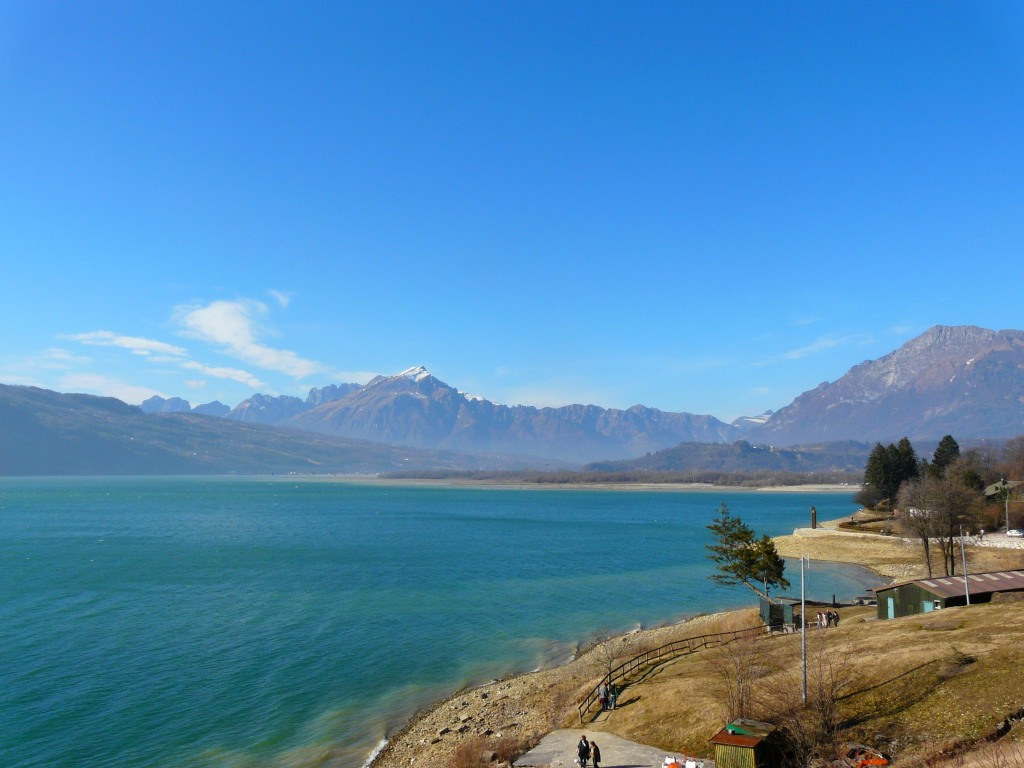
Il Lago di Santa Croce visto da Poiatte
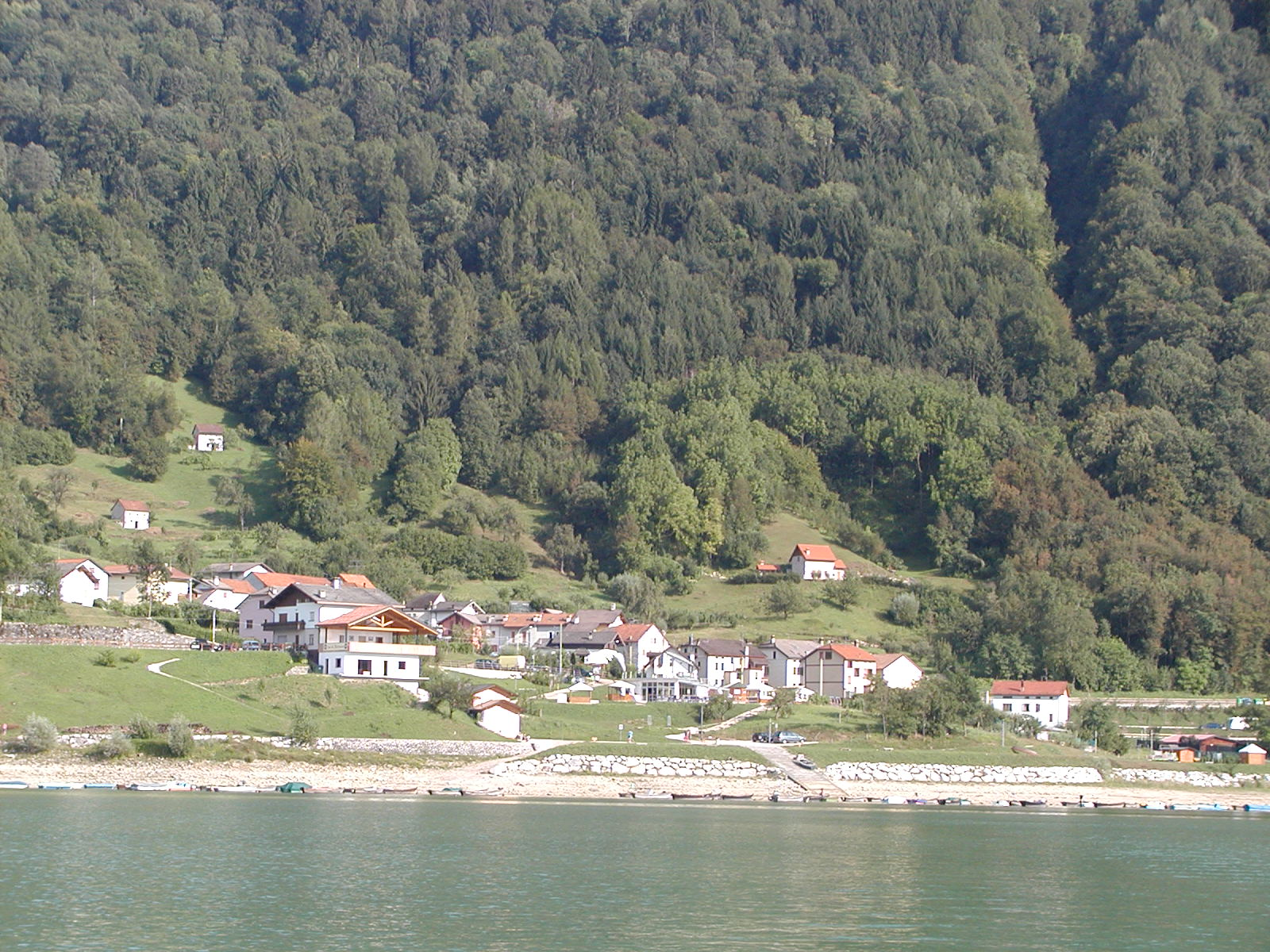
Poiatte vista dal centro del lago
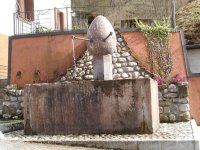
La fontana in pietra
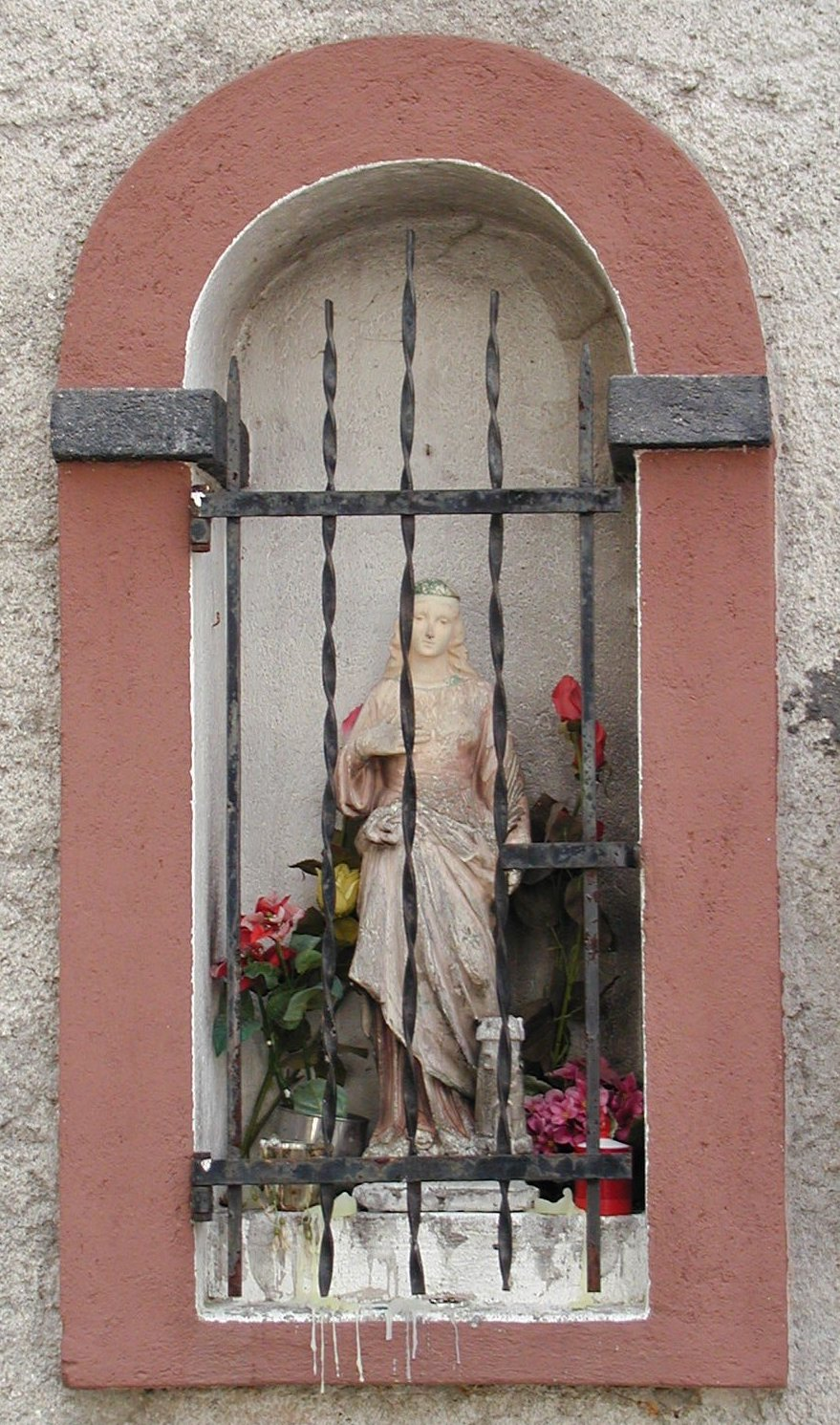
S. Barbara